# 若昂·贡萨尔维斯·扎尔科
若昂·贡萨尔维斯·扎尔科（葡萄牙語：João Gonçalves Zarco，约1390年—1471年11月21日），葡萄牙探险家和航海家，马德拉群岛的发现者和最初殖民者之一，并因此发现被任命为丰沙尔首任总督。

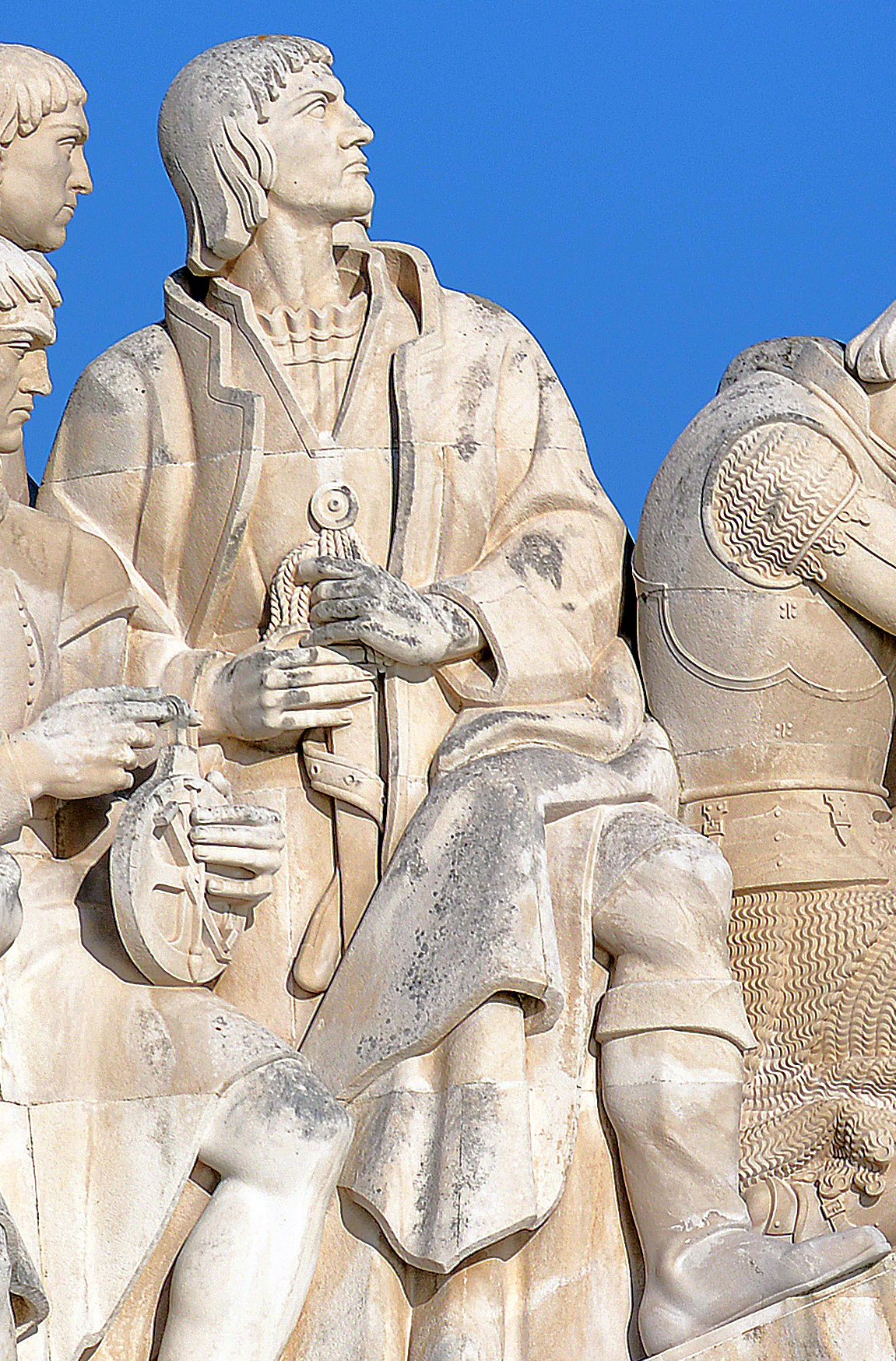
扎爾科位於里斯本發現者紀念碑的雕像

扎尔科是一名犹太人后裔。出生于一个葡萄牙贵族家庭，在著名的葡萄牙航海先驱者恩里克王子身边效力。年少时曾追随恩里克王子参加征服休达的战役，并带领一艘卡拉维尔帆船在阿尔加维沿岸抵御摩尔人的袭击。后来他率领卡拉维尔帆船在1418年至1419年间发现了属于马德拉群岛的圣港岛，并继而在1419至1420年发现了马德拉主岛，这是恩里克王子手下的航海家们所获得的第一个重要发现。马德拉群岛被发现时森林密布，无人居住。扎尔科在岛屿首次登陆地点建立了卡马拉-德洛布什城，“卡马拉”一词后来取代“扎尔科”成为了他家族姓氏的后缀。因此重大功勋，他被授予马德拉岛的一半作为自己的世袭领地，即首任丰沙尔总督，这也是葡萄牙王国的首个海外殖民地总督。他在这一领地上建造了现在马德拉岛的首府——丰沙尔城。1425年起，他和其他首批马德拉殖民者如特里斯唐·瓦斯·特谢拉、巴托洛缪·佩雷斯特雷洛等一起对群岛进行了殖民开发。1437年，他和恩里克王子一起参加了葡萄牙围攻北非摩尔人重镇丹吉尔的战役。1467年，病逝于丰沙尔自己的府邸中。